# Vandermonde-Matrix
Unter einer Vandermonde-Matrix (nach A.-T. Vandermonde) versteht man in der Mathematik eine Matrix, die eine im Folgenden beschriebene spezielle Form hat.
Für ein {\displaystyle n}-Tupel {\displaystyle (x_{1},x_{2},\ldots ,x_{n})} reeller Zahlen oder allgemeiner von Elementen in einem Körper ist die Vandermonde-Matrix definiert durch:
{\displaystyle V(x_{1},x_{2},\ldots ,x_{n})={\begin{pmatrix}1&x_{1}&x_{1}^{2}&\cdots &x_{1}^{n-1}\\1&x_{2}&x_{2}^{2}&\cdots &x_{2}^{n-1}\\1&x_{3}&x_{3}^{2}&\cdots &x_{3}^{n-1}\\\vdots &\vdots &\vdots &\ddots &\vdots \\1&x_{n}&x_{n}^{2}&\cdots &x_{n}^{n-1}\end{pmatrix}}}
Die Determinante wird auch Vandermonde-Determinante genannt, sie hat den Wert
{\displaystyle \det V(x_{1},x_{2},\ldots ,x_{n})=\prod _{1\leq i<j\leq n}(x_{j}-x_{i})}.
Insbesondere ist die Vandermonde-Matrix genau dann regulär, wenn die {\displaystyle x_{i}} paarweise verschieden sind.

## Anwendung: Polynominterpolation
Die Vandermonde-Matrix spielt bei der Interpolation von Funktionen eine wichtige Rolle: Wenn an den Stützstellen {\displaystyle (x_{1},x_{2},\ldots ,x_{n})} die Funktionswerte {\displaystyle (f_{1},f_{2},\ldots ,f_{n})} durch ein Polynom {\displaystyle p} vom Grad {\displaystyle n-1} (oder kleiner) interpoliert werden sollen, dann führt der Ansatz
{\displaystyle p(x)=a_{0}+a_{1}x^{1}+a_{2}x^{2}+\cdots +a_{n-1}x^{n-1}}
auf das lineare Gleichungssystem
{\displaystyle {\begin{pmatrix}1&x_{1}&x_{1}^{2}&\cdots &x_{1}^{n-1}\\1&x_{2}&x_{2}^{2}&\cdots &x_{2}^{n-1}\\1&x_{3}&x_{3}^{2}&\cdots &x_{3}^{n-1}\\\vdots &\vdots &\vdots &\ddots &\vdots \\1&x_{n}&x_{n}^{2}&\cdots &x_{n}^{n-1}\end{pmatrix}}\cdot {\begin{pmatrix}a_{0}\\\vdots \\a_{k}\\\vdots \\a_{n-1}\end{pmatrix}}={\begin{pmatrix}f_{1}\\\vdots \\f_{i}\\\vdots \\f_{n}\end{pmatrix}}}
mit einer Vandermonde-Matrix als Koeffizientenmatrix.
Aus der oben genannten Eigenschaft der Vandermonde-Determinante folgt daher insbesondere, dass das Interpolationsproblem genau dann eindeutig lösbar ist, wenn alle Stützstellen paarweise verschieden sind.
In der Standardbasis der Polynome ist die Matrix allerdings sehr schlecht konditioniert und die Auflösung mit Standardmethoden mit einer Laufzeit in {\displaystyle O(n^{3})} recht teuer, weswegen man andere Darstellungen für die Polynome wählt. Näheres bei Polynominterpolation und unten.

## Weitere Eigenschaften
Für paarweise verschiedene Stützstellen diagonalisiert die Vandermonde-Matrix {\displaystyle V} aus dem obigen Gleichungssystem die Begleitmatrix {\displaystyle C} des Polynoms
{\displaystyle p(x)=\prod _{i=1}^{n}(x-x_{i})=b_{0}+b_{1}x+\ldots +b_{n-1}x^{n-1}+x^{n}},
es gilt:
{\displaystyle VCV^{-1}=\operatorname {diag} (x_{1},x_{2},\dots ,x_{n})}.
Für große Anzahlen {\displaystyle n} kann man das Gleichungssystem oben auch über den folgenden Zusammenhang lösen, durch den die Inverse der Vandermonde-Matrix eng mit ihrer Transponierten verbunden ist.
Mit den eingeführten Polynomkoeffizienten bildet man die Hankel-Matrix
{\displaystyle H:={\begin{pmatrix}b_{1}&b_{2}&\cdots &b_{n-1}&1\\b_{2}&b_{3}&\cdots &1&0\\\vdots &&.\cdot \\b_{n-1}&1&&0\\1&0&&&0\end{pmatrix}}}
und die Diagonalmatrix {\displaystyle D:=\operatorname {diag} (p'(x_{i}))}.
Wenn alle Stützstellen paarweise verschieden sind, ist {\displaystyle D} regulär.
Damit gilt
{\displaystyle VHV^{T}=D,\quad V^{-1}=HV^{T}D^{-1}.}